# 16-я гвардейская кавалерийская дивизия
16-я гвардейская кавалерийская дивизия — воинское соединение РККА, принимавшее участие в Великой Отечественной войне в составе Юго-Западного, Центрального, Белорусского, 1-го и 2-го Белорусского фронтов. Сформирована в Уфе как 112-я кавалерийская дивизия (декабрь 1941- апрель 1942гг). Переименована в 16-ю гвардейскую кавалерийскую дивизию 14 февраля 1943 года.

## История
16-я гвардейская кавалерийская дивизия сформирована 14 февраля 1943 года из частей 112-й Башкирской кавалерийской дивизии. 275, 294, 313 кавполки 112 кавдивизии были переименованы в гвардейские 58, 60 и 62 кавалерийские полки соответственно.
В период с 12 по 23 февраля 1943 года дивизия проводила активную боевую работу в тылу противника на Юго-Западном фронте в районе г.Ворошиловград в составе 8-го кавалерийского корпуса.
23 февраля при выходе из рейда погиб командир дивизии генерал-майор М.М.Шаймуратов. После гибели М.М.Шаймуратова дивизию возглавил полковник Г.А.Белов.
С 15 апреля 1943 года по 30 августа 1943 года дивизия находилась в резерве Ставки ВГК
С 13 мая 1943 года по 12 июля 1943 года дивизия осуществляет переформирование в г. Павловск Воронежской обл.; получает пополнение, в том числе из числа личного состава 16-й и 81-й кавдивизий 4-го кавкорпуса.
Осенью 1943 года дивизия принимает участие в Черниговско-Припятской операции. 21 сентября 1943 года за отличие в боях по освобождению Чернигова дивизии присвоено почётное наименование «Черниговская».
25 сентября части дивизии выходят к Днепру. За участие в битве за Днепр свыше 1,4 тыс. бойцов и командиров дивизии были отмечены правительственными наградами; звание Героя Советского Союза получили 54 человека, в их числе командир дивизии генерал-майор Г. А. Белов, командир 58-гвардейского кавполка полковник Т. Т. Кусимов, Ахметшин К. Х., Ф.Г. Габдрашитов, Т. Г. Халиков и др.
В ноябре 1943 года дивизия дивизия участвовала в освобождении городов и сёл Белоруссии в ходе Гомельско-Речицкой операции.
С 8 по 14 января 1944 года участвует в Мозырском рейде 7-го гвардейского кавалерийского корпуса, участвует в освобождении городов Мозырь и Сарны, награждена орденом Красного Знамени.
Март 1944 года — наступление на Владимир-Волынский в ходе Львовско-Сандомирской операции.
С 18 июля 1944 года по 2 августа 1944 года дивизия участвовала в освобождении городов и сёл Украины, Белоруссии, Польши в Люблинско-Брестской операции. За взятие городов Калиш и Люблин дивизия была награждена орденом Суворова II степени; 58-й и 62-й гвардейские кавалерийские полки и 148-й гвардейский артиллерийско-миномётный полк награждены орденами Красного Знамени
С августа 1944 года по 9 января 1945 года в обороне на восточном берегу Вислы. За взятие города Томашув-Мазовецкий 60-й гвардейский кавалерийский полк награждён орденом Красного Знамени; 58-й гвардейский кавалерийский полк и 148-й гвардейский артиллерийско-миномётный полк удостоены наименования «Томашувских».
С 10 февраля 1945 года по 4 апреля 1945 года дивизия участвовала в Восточно-Померанской операции.
С 19 апреля 1945 года по 5 мая 1945 года — в Берлинской стратегической операции. Награждена орденом Кутузова II степени.
За годы Великой Отечественной войны дивизия прошла от Дона до Эльбы свыше 4000 км. 15 раз отмечена в приказах Верховного Главнокомандующего, как отличившаяся в боях.  3860 воинов дивизии награждены орденами и медалями, пятеро стали полными кавалерами ордена Славы. 78 воинам дивизии присвоено звание Героя Советского Союза. Генерал-майору  М.М.Шаймуратову присвоено звание Героя России (посмертно, 30.03.2020).

## Награды и почётные наименования
- «Гвардейская» — почётное звание присвоено приказом Народного комиссара обороны СССР № 78 от 14 февраля 1943 года за проявленную отвагу в боях за Отечество с немецкими захватчиками, за стойкость, мужество, дисциплину и организованность, за героизм личного состава;
- Почётное наименование «Черниговская» — присвоено приказом Верховного Главнокомандующего от 21 сентября 1943 года в ознаменование одержанной победы и отличие в боях с немецкими захватчиками за освобождение Чернигова;
- Орден Красного Знамени — награждена Указом Президиума Верховного Совета СССР от 15 января 1944 года за образцовое выполнение боевых заданий командования на фронте борьбы с немецкими захватчиками и проявленные при этом доблесть и мужество;[2]
- Орден Суворова II степени — награждена Указом Президиума Верховного Совета СССР от 9 августа 1944 года за образцовое выполнение заданий командования в боях с немецкими захватчиками, за овладение городом Люблин и проявленные при этом доблесть и мужество;[3]
- Орден Ленина — награждена Указом Президиума Верховного Совета СССР от 19 февраля 1945 года за образцовое выполнение заданий командования в боях с немецкими захватчиками, за овладение городами Сохачев, Скерневице, Лович и проявленные при этом доблесть и мужество;[4]
- Орден Кутузова II степени — награждена Указом Президиума Верховного Совета СССР от 28 мая 1945 года за образцовое выполнение заданий командования в боях с немецкими захватчиками при овладении городом Бранденбург и проявленные при этом доблесть и мужество.[5]

### Награды частей дивизии
- 58-й гвардейский кавалерийский Томашовский[6] Краснознамённый[7] ордена Суворова[8] полк;
- 60-й гвардейский кавалерийский Померанский[9] Краснознамённый[7] ордена Суворова[10] полк;
- 62-й гвардейский кавалерийский Краснознамённый[7] орденов Кутузова[10] и Александра Невского[8] полк;
- 32-й отдельный танковый Томашовский Краснознамённый[7] полк ;
- 148-й гвардейский артиллерийско — миномётный Томашовский Краснознамённый[7] орденов Кутузова[11] и Богдана Хмельницкого[8] (II степени) полк ;
- 14-й отдельный гвардейский саперный орденов Александра Невского[8] и Красной Звезды[10] батальон
- 15-й отдельный гвардейский орденов Александра Невского[8] и Красной Звезды[10] эскадрон связи;

## Состав
- 58-й гвардейский кавалерийский полк (бывш. 275 кп 112 кд);
- 60-й гвардейский кавалерийский полк (бывш. 294 кп 112 кд);
- 62-й гвардейский кавалерийский полк (бывш. 313 кп 112 кд);
- 32-й отдельный танковый полк (с 14 мая 1944 года);
- 148-й гвардейский артиллерийско-миномётный полк (бывш. 101 -й отдельный конно-артиллерийский дивизион);
- 20-й отдельный гвардейский дивизион противовоздушной обороны (зенитная батарея);
- 148- й гвардейский конно-артиллерийский парк;
- 112-й отдельный разведывательный дивизион (эскадрон);
- 14-й отдельный гвардейский сапёрный эскадрон;
- 15-й отдельный гвардейский эскадрон связи (83-й полуэскадрон связи);
- 19-й отдельный медико-санитарный эскадрон (бывш. 80 мсэ);
- 21-й отдельный гвардейский взвод химической защиты (бывш. 112-й отдельный эскадрон химической защиты);
- 18-й продовольственный транспорт;
- 13-й взвод подвоза горюче-смазочных материалов;
- шорно-седельная мастерская
- ???? (379-й ветеринарный лазарет);
- 1927-я полевая почтовая станция;
- 1030-я полевая касса Государственного банка СССР.

Перечень № 6: Кавалерийские, танковые, воздушно-десантные дивизии и управления артиллерийских, зенитно-артиллерийских, минометных, авиационных и истребительных дивизий, входивших в состав действующей армии в годы Великой Отечественной войны 1941—1945 гг. / А. П. Покровский. — М.: Министерство обороны, 1965. — 77 с.

## Периоды вхождения в состав Действующей армии
- 14 февраля 1943 года — 29 апреля 1943 года
- 10 сентября 1943 года — 9 мая 1945 года

Перечень № 6: Кавалерийские, танковые, воздушно-десантные дивизии и управления артиллерийских, зенитно-артиллерийских, минометных, авиационных и истребительных дивизий, входивших в состав действующей армии в годы Великой Отечественной войны 1941—1945 гг. / А. П. Покровский. — М.: Министерство обороны, 1965. — 77 с.

## Подчинение[12]
| Дата             | Фронт (округ)                               | Армия              | Корпус                               | Примечания            |
| ---------------- | ------------------------------------------- | ------------------ | ------------------------------------ | --------------------- |
| 14.02.1943 года  | Юго-Западный фронт                          | 5-я танковая армия | 7-й гвардейский кавалерийский корпус | —                     |
| 01.03.1943 года  | Юго-Западный фронт                          | -                  | 7-й гвардейский кавалерийский корпус | -                     |
| 01.04.1943 года  | Юго-Западный фронт                          | -                  | 7-й гвардейский кавалерийский корпус | -                     |
| 01.05.1943 года  | Юго-Западный фронт                          | -                  | 7-й гвардейский кавалерийский корпус | -                     |
| 01.06. 1943 года | Резерв Ставки Верховного Главнокомандования | -                  | 7-й гвардейский кавалерийский корпус | Степной военный округ |
| 01.07. 1943 года | Резерв Ставки Верховного Главнокомандования | -                  | 7-й гвардейский кавалерийский корпус | Степной военный округ |
| 01.08.1943 года  | Резерв Ставки Верховного Главнокомандования | -                  | 7-й гвардейский кавалерийский корпус | -                     |
| 01.09.1943 года  | Резерв Ставки Верховного Главнокомандования | -                  | 7-й гвардейский кавалерийский корпус | -                     |
| 01.10.1943 года  | Центральный фронт                           | 61-я армия         | 7-й гвардейский кавалерийский корпус | -                     |
| 01.11.1943 года  | Белорусский фронт                           | 65-я армия         | 7-й гвардейский кавалерийский корпус | -                     |
| 01.12.1943 года  | Белорусский фронт                           | -                  | 7-й гвардейский кавалерийский корпус | -                     |
| 01.01.1944 года  | Белорусский фронт                           | 61-я армия         | 7-й гвардейский кавалерийский корпус | -                     |
| 01.02.1944 года  | Белорусский фронт                           | 61-я армия         | 7-й гвардейский кавалерийский корпус | -                     |
| 01.03.1944 года  | 2-й Белорусский фронт                       | -                  | 7-й гвардейский кавалерийский корпус | -                     |
| 01.04.1944 года  | 2-й Белорусский фронт                       | -                  | 7-й гвардейский кавалерийский корпус | -                     |
| 01.05.1944 года  | 1-й Белорусский фронт                       | 69-я армия         | 7-й гвардейский кавалерийский корпус | -                     |
| 01.06.1944 года  | 1-й Белорусский фронт                       | -                  | 7-й гвардейский кавалерийский корпус | -                     |
| 01.07.1944 года  | 1-й Белорусский фронт                       | -                  | 7-й гвардейский кавалерийский корпус | -                     |
| 01.08.1944 года  | 1-й Белорусский фронт                       | -                  | -                                    |                       |
| 01.09.1944 года  | 1-й Белорусский фронт                       | -                  | 7-й гвардейский кавалерийский корпус | -                     |
| 01.10.1944 года  | 1-й Белорусский фронт                       | -                  | -                                    |                       |
| 01.11.1944 года  | 1-й Белорусский фронт                       | -                  | 7-й гвардейский кавалерийский корпус | -                     |
| 01.12.1944 года  | 1-й Белорусский фронт                       | -                  | 7-й гвардейский кавалерийский корпус | -                     |
| 01.01.1945 года  | 1-й Белорусский фронт                       | -                  | 7-й гвардейский кавалерийский корпус | -                     |
| 01.02.1945 года  | 1-й Белорусский фронт                       | -                  | 7-й гвардейский кавалерийский корпус | -                     |
| 01.03.1945 года  | 1-й Белорусский фронт                       | -                  | 7-й гвардейский кавалерийский корпус | -                     |
| 01.04.1945 года  | 1-й Белорусский фронт                       | -                  | 7-й гвардейский кавалерийский корпус | -                     |
| 01.05.1945 года  | 1-й Белорусский фронт                       | -                  | 7-й гвардейский кавалерийский корпус | -                     |

## Командиры
- Шаймуратов, Минигали Мингазович, гвардии генерал — майор, (февраль 1943 года)
- Белов, Григорий Андреевич  , гвардии генерал-майор, (февраль 1943 — май 1945 года)

## Отличившиеся воины дивизии
Герои Советского Союза:
- Азалов, Клычнияз, гвардии рядовой, сабельник 58-го гвардейского кавалерийского полка. Указ Президиума Верховного Совета СССР от 15 января 1944 года.
- Азовкин, Юрий Петрович, гвардии старший лейтенант, командир взвода управления 1 батареи 148-го гвардейского артиллерийско-миномётного полка. Указ Президиума Верховного Совета СССР от 31 мая 1945 года.
- Аминов, Халлак, гвардии красноармеец, командир отделения 1 эскадрона 60-гогвардейского кавалерийского полка. Указ Президиума Верховного Совета СССР от 15 января 1944 года.
- Антошин, Яков Фёдорович, гвардии рядовой, пулемётчик 58-го гвардейского кавалерийского полка. Указ Президиума Верховного Совета СССР от 15 января 1944 года.
- Арсенюк, Александр Николаевич, гвардии рядовой, снайпер 58-го гвардейского кавалерийского полка. Указ Президиума Верховного Совета СССР от 15 января 1944 года.
- Ахмеров, Габит Абдуллович, гвардии старший сержант, помощник командира огневого взвода батареи 45-мм орудий 62-го гвардейского кавалерийского полка. Указ Президиума Верховного Совета СССР от 9 февраля 1944 года.
- Ахметшин, Каюм Хабибрахманович, гвардии старшина, помощник командира сабельного взвода 58-го гвардейского кавалерийского полка. Указ Президиума Верховного Совета СССР от 15 января 1944 года. Звание присвоено посмертно.
- Байрамов, Мульки, гвардии старший лейтенант, командир 2 эскадрона 60-го гвардейского кавалерийского полка. Указ Президиума Верховного Совета СССР от 15 января 1944 года.
- Безуглов, Григорий Викторович, гвардии капитан, начальник штаба 60-го гвардейского кавалерийского полка. Указ Президиума Верховного Совета СССР от 15 января 1944 года.
- Белов, Григорий Андреевич, гвардии генерал-майор, командир дивизии. Указ Президиума Верховного Совета СССР от 15 января 1944 года.
- Биктимиров, Салман Галиахметович, гвардии старший сержант, командир отделения 2 эскадрона 60-го гвардейского кавалерийского полка. Указ Президиума Верховного Совета СССР от 15 января 1944 года.
- Бояркин, Василий Илларионович, гвардии старший сержант, командир пулемётного расчёта 4 эскадрона 60-го гвардейского кавалерийского полка. Указ Президиума Верховного Совета СССР от 15 января 1944 года.
- Булатов, Худат Салимьянович, гвардии сержант, командир расчёта противотанкового орудия 58-го гвардейского кавалерийского полка. Указ Президиума Верховного Совета СССР от 9 февраля 1944 года.
- Буторин, Виктор Васильевич, гвардии старший сержант, командир сабельного взвода 62-го гвардейского кавалерийского полка. Указ Президиума Верховного Совета СССР от 15 января 1944 года.
- Васильев, Михаил Павлович, гвардии старшина, командир орудийного расчёта 2 батареи 148-го гвардейского артиллерийско-миномётного полка. Указ Президиума Верховного Совета СССР от 31 мая 1945 года.
- Велисов, Григорий Никитович, гвардии старшина, командир орудийного расчёта 76-мм батареи 60-го гвардейского кавалерийского полка. Указ Президиума Верховного Совета СССР от 31 мая 1945 года.
- Вишневецкий, Владимир Михайлович, гвардии старший сержант, командир орудийного расчёта 45-мм артиллерийской батареи 60-го гвардейского кавалерийского полка. Указ Президиума Верховного Совета СССР от 9 февраля 1944 года.
- Воронин, Андрей Фёдорович, гвардии сержант, командир отделения 1 эскадрона 60-го гвардейского кавалерийского полка. Указ Президиума Верховного Совета СССР от 15 января 1944 года.
- Габдрашитов, Фазулла Габдуллинович, гвардии рядовой, пулемётчик 2 эскадрона 60-го гвардейского кавалерийского полка. Указ Президиума Верховного Совета СССР от 15 января 1944 года.
- Галкин, Владимир Александрович, подполковник, командир 32-го танкового полка. Указ Президиума Верховного Совета СССР от 24 марта 1945 года.
- Гатиатуллин, Шакир Юсупович, гвардии старший сержант, помощник командира сабельного взвода 58-го гвардейского кавалерийского полка. Указ Президиума Верховного Совета СССР от 15 января 1944 года.
- Гизатуллин, Абдулла Губайдуллович, гвардии сержант, командир отделения 60-го гвардейского кавалерийского полка. Указ Президиума Верховного Совета СССР от 15 января 1944 года. Погиб в бою 15 марта 1945 года.
- Гречушкин, Дмитрий Фёдорович, гвардии лейтенант, командир взвода противотанковых ружей 4 эскадрона 60-го гвардейского кавалерийского полка. Указ Президиума Верховного Совета СССР от 15 января 1944 года.
- Грицынин, Константин Данилович. Гвардии ефрейтор, телефонист взвода связи 60-го гвардейского кавалерийского полка. Указ Президиума Верховного Совета СССР от 15 января 1944 года. Скончался от ран 12 октября 1943 года.
- Давлетов, Абдрауф Ганеевич, гвардии лейтенант, командир пулемётного взвода 58-го гвардейского кавалерийского полка. Указ Президиума Верховного Совета СССР от 15 января 1944 года. Погиб в бою 27 октября 1943 года.
- Давлятов, Бакир Рахимович, гвардии старший сержант, 1-й номер расчёта станкового пулемёта 4 эскадрона 60-го гвардейского кавалерийского полка. Указ Президиума Верховного Совета СССР от 15 января 1944 года.
- Данильянц, Еремей Иванович, гвардии старший сержант, командир пулемётного расчёта 4 эскадрона 60-го гвардейского кавалерийского полка. Указ Президиума Верховного Совета СССР от 15 января 1944 года. Награждён посмертно.
- Даутов, Искандер Садыкович, гвардии рядовой, наводчик пулемётного взвода 58-го гвардейского кавалерийского полка. Указ Президиума Верховного Совета СССР от 15 января 1944 года. Погиб в бою 27 сентября 1943 года.
- Дачиев, Хансултан Чапаевич, гвардии красноармеец, разведчик 58-го гвардейского кавалерийского полка. Указ Президиума Верховного Совета СССР от 15 января 1944 года.
- Двадненко, Иван Карпович, гвардии младший лейтенант, командир 45-мм батареи 60-го гвардейского кавалерийского полка. Указ Президиума Верховного Совета СССР от 9 февраля 1944 года.
- Довлетджанов, Бердимурат, гвардии красноармеец, сабельник 62-го гвардейского кавалерийского полка. Указ Президиума Верховного Совета СССР от 15 января 1944 года.
- Калинич, Николай Денисович, гвардии старший сержант, помощник командира взвода 2 эскадрона 60-го гвардейского кавалерийского полка. Указ Президиума Верховного Совета СССР от 15 января 1944 года.
- Карпов, Михаил Павлович, гвардии старший сержант, командир пулемётного расчёта 4 эскадрона 60-го гвардейского кавалерийского полка. Указ Президиума Верховного Совета СССР от 31 мая 1945 года.
- Кенжебаев, Туле Таскентбайулы, гвардии рядовой, сабельник 4 эскадрона 60-го гвардейского кавалерийского полка. Указ Президиума Верховного Совета СССР от 15 января 1944 года.
- Коржов, Даниил Трофимович, гвардии красноармеец, сабельник 60-го гвардейского кавалерийского полка. Указ Президиума Верховного Совета СССР от 15 января 1944 года.
- Корсун, Николай Нестерович, гвардии старший лейтенант, командир эскадрона 58-го гвардейского кавалерийского полка. Указ Президиума Верховного Совета СССР от 31 мая 1945 года.
- Красиков, Александр Васильевич, гвардии капитан, начальник штаба 62-го гвардейского кавалерийского полка. Указ Президиума Верховного Совета СССР от 15 января 1944 года.
- Кужаков, Мурат Галлямович, гвардии старший сержант, командир сабельного отделения 58-го гвардейского кавалерийского полка. Указ Президиума Верховного Совета СССР от 15 января 1944 года.
- Кусимов, Тагир Таипович, гвардии подполковник, командир 58-го гвардейского кавалерийского полка. Указ Президиума Верховного Совета СССР от 15 января 1944 года. Участник Парада Победы 1945 года.
- Лунин, Яков Михайлович, гвардии рядовой, наводчик противотанкового ружья 58-го гвардейского кавалерийского полка. Указ Президиума Верховного Совета СССР от 15 января 1944 года.
- Манахов, Евгений Фёдорович, гвардии лейтенант, командир сабельного взвода 58-го гвардейского кавалерийского полка. Указ Президиума Верховного Совета СССР от 15 января 1944 года.
- Меньшиков, Пётр Михайлович, гвардии старший сержант, помощник командира взвода 58-го гвардейского кавалерийского полка. Указ Президиума Верховного Совета СССР от 15 января 1944 года.
- Миннигулов, Тафтизан Тагирович, гвардии сержант, командир миномётного расчёта 62-го гвардейского кавалерийского полка. Указ Президиума Верховного Совета СССР от 15 января 1944 года.
- Михайлюк, Емельян Иосифович, гвардии лейтенант, командир 1 эскадрона 62-го гвардейского кавалерийского полка. Указ Президиума Верховного Совета СССР от 24 марта 1945 года.
- Мухамед-Мирзаев, Хаваджи, гвардии старший сержант, помощник командира взвода 3 эскадрона 60-го гвардейского кавалерийского полка. Указ Президиума Верховного Совета СССР от 15 января 1944 года. Награждён посмертно.
- Набиев, Вали Набиевич, гвардии старшина, помощник командира сабельного взвода 60-го гвардейского кавалерийского полка. Указ Президиума Верховного Совета СССР от 15 января 1944 года.
- Нагорный, Михаил Петрович, гвардии старший сержант, помощник командира сабельного взвода 58 гвардейского кавалерийского полка. Указ Президиума Верховного Совета СССР от 15 января 1944 года.
- Никифоров, Алексей Фёдорович, гвардии старший сержант, командир отделения сапёрного взвода 58-го гвардейского кавалерийского полка. Указ Президиума Верховного Совета СССР от 15 января 1944 года.
- Николаенко, Иван Дементьевич, гвардии старший сержант, помощник командира взвода 60-го гвардейского кавалерийского полка. Указ Президиума Верховного Совета СССР от 6 апреля 1945 года.
- Ниязмамедов, Тачмамед, гвардии старший сержант, помощник командира пулемётного взвода 60-го гвардейского кавалерийского полка. Указ Президиума Верховного Совета СССР от 15 января 1944 года.
- Новосельцев, Михаил Иванович, гвардии ефрейтор, командир расчёта станкового пулемёта 3-го эскадрона 62-го гвардейского кавалерийского полка. Указ Президиума Верховного Совета СССР от 15 января 1944 года.
- Панов, Александр Семёнович, гвардии красноармеец, сабельник 3 эскадрона 60-го гвардейского кавалерийского полка. Указ Президиума Верховного Совета СССР от 31 мая 1945 года.
- Папышев, Иван Петрович, гвардии старшина, командир разведывательного взвода 60 гвардейского кавалерийского полка. Указ Президиума Верховного Совета СССР от 27 февраля 1945 года.
- Петлюк, Иосиф Матвеевич, гвардии старшина медицинской службы, санитарный инструктор эскадрона 62 гвардейского кавалерийского полка. Указ Президиума Верховного Совета СССР от 15 января 1944 года.
- Платонов, Георгий Фёдорович, гвардии капитан, командир эскадрона 62 гвардейского кавалерийского полка. Указ Президиума Верховного Совета СССР от 24 марта 1945 года.
- Подлузский, Сергей Владимирович, гвардии старший сержант, командир сабельного взвода 60 гвардейского кавалерийского полка. Указ Президиума Верховного Совета СССР от 15 января 1944 года.
- Попов, Пётр Дмитриевич, гвардии сержант, конно-посыльный 62-го гвардейского кавалерийского полка. Указ Президиума Верховного Совета СССР от 15 января 1944 года.
- Разволяев, Иван Павлович, гвардии капитан, командир 2 эскадрона 60-го гвардейского кавалерийского полка. Указ Президиума Верховного Совета СССР от 27 февраля 1945 года.
- Рудой, Анатолий Михайлович, гвардии старший лейтенант, командир 4 эскадрона 58-го гвардейского кавалерийского полка. . Указ Президиума Верховного Совета СССР от 15 января 1944 года.
- Свеженцев, Илья Фёдорович, гвардии старший сержант, помощник командира взвода 2 эскадрона 60-го гвардейского кавалерийского полка. . Указ Президиума Верховного Совета СССР от 6 апреля 1945 года.
- Симанов, Александр Михайлович, гвардии лейтенант, командир пулемётного взвода 4 эскадрона 60-го гвардейского кавалерийского полка. . Указ Президиума Верховного Совета СССР от 15 января 1944 года.
- Соловьёв, Гавриил Иванович, гвардии лейтенант, командир 3 взвода 3 эскадрона 60-го гвардейского кавалерийского полка. . Указ Президиума Верховного Совета СССР от 15 января 1944 года.
- Степанов, Никита Андреевич, гвардии старший сержант, помощник командира сабельного взвода 58-го гвардейского кавалерийского полка. . Указ Президиума Верховного Совета СССР от 15 января 1944 года.
- Титов, Андрей Алексеевич, гвардии ефрейтор, 1-й номер наводчик противотанкового ружья 4 эскадрона 60-го гвардейского кавалерийского полка. Указ Президиума Верховного Совета СССР от 15 января 1944 года.
- Тихонов, Григорий Матвеевич, гвардии лейтенант, командир 3 сабельного эскадрона 60-го гвардейского кавалерийского полка. Указ Президиума Верховного Совета СССР от 15 января 1944 года.
- Узаков, Аблакул Уразбаевич, гвардии сержант, командир отделения 1 эскадрона 62-го гвардейского кавалерийского полка. Указ Президиума Верховного Совета СССР от 15 января 1944 года.
- Федотов, Пётр Иванович, гвардии лейтенант, командир пулемётного взвода 58-го гвардейского кавалерийского полка. Указ Президиума Верховного Совета СССР от 15 января 1944 года.
- Хайбуллин, Кутлуахмет Кутлугаллямович, гвардии сержант, командир отделения противотанковых ружей 58-го гвардейского кавалерийского полка. Указ Президиума Верховного Совета СССР от 15 января 1944 года.
- Хайдаров, Амирьян Сулейманович, гвардии старший сержант, помощник командира пулемётного взвода 60-го гвардейского кавалерийского полка. Указ Президиума Верховного Совета СССР от 15 января 1944 года.
- Халиков, Тимирбулат Галяутдинович, гвардии старший сержант, командир пулемётного расчёта 1эскадрона 60-го гвардейского кавалерийского полка. Указ Президиума Верховного Совета СССР от 15 января 1944 года.
- Хасанов, Сафа Хузянович, гвардии младший лейтенант, командир миномётного взвода 58-го гвардейского кавалерийского полка. Указ Президиума Верховного Совета СССР от 15 января 1944 года.
- Чайковский, Иосиф Ефимович, гвардии капитан, командир батареи 76-мм орудий 60-го гвардейского кавалерийского полка. Указ Президиума Верховного Совета СССР от 31 мая 1945 года.
- Черненко, Николай Власович, гвардии старший сержант, командир пулемётного расчёта 3 эскадрона 60-го гвардейского кавалерийского полка. Указ Президиума Верховного Совета СССР от 31 мая 1945 года.
- Чернухин, Иван Фомич, гвардии старшина, помощник командира сабельного взвода 4 эскадрона 60-го гвардейского кавалерийского полка. Указ Президиума Верховного Совета СССР от 6 апреля 1945 года.
- Шагиев, Абдулла Файзурахманович, гвардии сержант, командир пулемётного расчёта 58-го гвардейского кавалерийского полка. Указ Президиума Верховного Совета СССР от 15 января 1944 года.
- Якупов, Николай Якупович, гвардии старший лейтенант медицинской службы, фельдшеф полкового медицинского пункта 58-го гвардейского кавалерийского полка. Указ Президиума Верховного Совета СССР от 15 января 1944 года.

 Кавалеры ордена Славы трёх степеней:
- Павленко, Михаил Павлович, гвардии старшина, командир разведывательного взвода 58-го гвардейского кавалерийского полка. Указ Президиума Верховного Совета СССР от 31 мая 1945 года;
- Паутов, Валентин Васильевич, сержант, разведчик 32-го танкового полка. Указ Президиума Верховного Совета СССР от 15 мая 1946 года;
- Первин, Степан Сергеевич, гвардии старший сержант, командир сабельного отделения 58-го гвардейского кавалерийского полка. Указ Президиума Верховного Совета СССР от 31 мая 1945 года;
- Сергеев, Андрей Фёдорович, гвардии рядовой, разведчик 60-го гвардейского кавалерийского полка. Указ Президиума Верховного Совета СССР от 6 апреля 1945 года;
- Тютюньков, Меркурий Иванович, гвардии младший сержант, сапёр сапёрно-подрывного взвода 62-го гвардейского кавалерийского полка. Указ Президиума Верховного Совета СССР от 15 мая 1946 года;